# Marianne Peretti
Marianne Peretti, su nombre completo es Marie Anne Antoinette Hélène Peretti (París, Francia,13 de diciembre de 1927-Recife, Brasil, 25 de abril de 2022), fue una artista plástica franco-brasileña. Vitralista de Brasil, fue la única mujer que trabajó en el grupo de Oscar Niemeyer en la construcción de Brasilia.

## Biografía
Sus padres fueron Juan de Medeiros Peretti y Antoinette Louise Clotilde Ruffier. La madre de Marianne fue una modelo francesa y el padre un historiador pernambucano. Nació en Francia así como su madre, en la ciudad de París el 13 de diciembre de 1927.
Creció y se educó en París. A los 15 años comenzó a estudiar en la École Nationale Supérieure des Arts Décoratifs, aunque antes expulsada del "Lycée Molière" y del “Lycci Vietos Duruy” por huir de la escuela para pintar. Más tarde, después de sus estudios en École, ella fue a la Académie de La Grande Chaumiére en Montparnasse donde fue alumna de François Desnoyer y de Édouard Goerg. Al llegar a Brasil, en 1956, expuso por primera vez en la Gallerie Mirador, ubicada en el Edificio Place Vendôme, donde pudo conversar con uno de los amigos de los dueños de la Gallerie, el famoso pintor español Salvador Dalí. Ella se casó con un inglés que en aquel momento vivía en la capital paulista y junto a él siguió por el territorio brasileño.

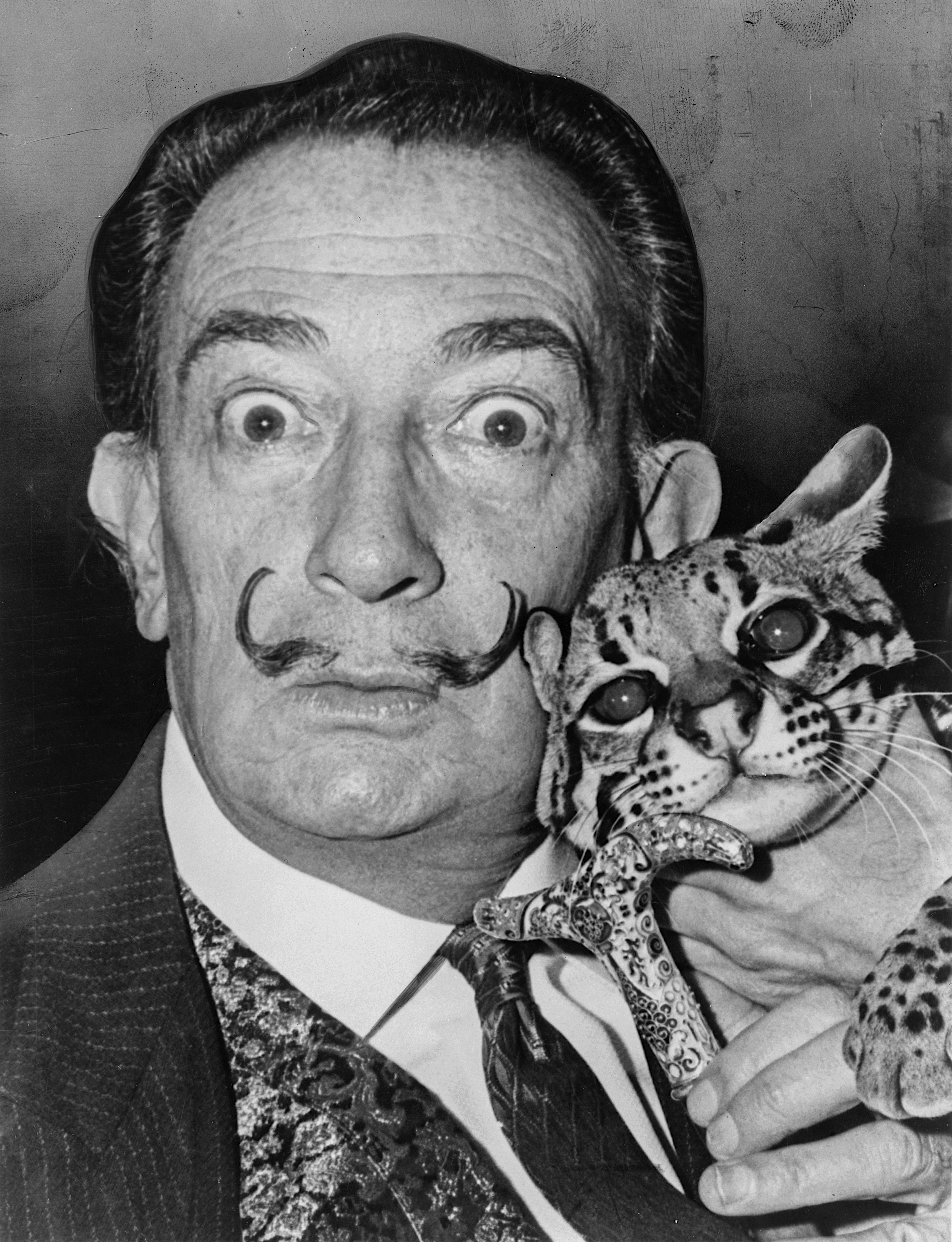

En Brasil empezó a diseñar y pintar en lugares como Bahía, Ceará y Pernambuco y decidió que viviría en Brasil. En la 5ª Bienal de São Paulo, en 1959, ganó el premio de mejor portada del libro, "Las Palabras", de Jean Paul Sartre. En los trabajos colectivos, realizó diversas exposiciones tanto en Brasil como en Europa: Río de Janeiro, São Paulo, Olinda, París, etc. En lugares como Francia, Italia, Brasilia, São Paulo, Recife y muchos otros, realizó vidrieras, esculturas y relieves para edificios públicos y residencias particulares.
Vivó en Pernambuco, donde su padre, João de Medeiros Peretti, nació. 

### Brasilia
Oscar Niemeyer le conoció después de haber visto un vitral hecho por ella para la arquitecta Janete Costa. De este modo se interesó por el trabajo de Peretti y así la invitó a trabajar junto a él.
Ella ya estaba fascinada por los trabajos de Niemeyer, más precisamente las curvas, y después de recibir la invitación, ella se presentó en la oficina del arquitecto. Participó de otro encuentro en Río de Janeiro y consiguió su plaza en el grupo de Niemeyer y fue la única integrante femenina.
Durante la construcción dijo "Fue todo de repente y todo muy rápido, porque la ciudad estaba siendo inventada y teníamos que adaptarnos a ese ritmo, de hacer lo mejor en poco tiempo". Uno de sus primeros trabajos durante la construcción de Brasilia, fue el vitral de la capilla del "Palácio do Jaburu".

### Contratiempos
En el año 2016, el diario "Estadão de São Paulo", denunció que la obra principal de la artista, llamada "Alumbrado" compuesta por más de doscientas piezas de vidrio, donada en 1978 y situada en el Senado Federal , había sido desmontada y abandonada en el depósito del Senado en los años 90.
Comentó: "Estaba tirada en el suelo, como un hierro viejo. Quien lo hizo no tiene la sensibilidad necesaria, deberían buscar quién fue el responsable".
La empresa (B52 Desarrollo Cultural, de Recife) decidió restaurar la obra. El Senado puso como condición que la productora asumiera con los costos y con el desarrollo de la obra preparada. El 8 de noviembre de 2016 la obra pudo ser reinaugurada por los presidentes del Senado, Renan Calheiros y la Cámara de Diputados, Rodrigo Maia. En una medida de defensa, el Senado negó, emitiendo una nota, la falta de cuidado y el descuido con la obra de Marianne Peretti. En la nota, ellos decían que el motivo por el cual la obra fue dañada fue a causa de los años y necesidad de restauración.

## Obras
Algunos de sus trabajos más famosos utilizando vitrales son: Catedral de Brasilia, muy respetado por Lucio Costa. El panteón de la patria también es bien conocido, el Palacio del Jaburu, Memorial JK, Edificio del Grupo Burgo, etc.
La escultura de bronce del Teatro Nacional Cláudio Santoro, paneles esculturales del Senado Federal y una de las más interesantes fue la Escultura para el Le Volcan (Centro Cultural Le Havre) en Francia.